# Elezioni parlamentari in Senegal del 2012
Le elezioni parlamentari in Senegal del 2012 si tennero il 1º luglio per il rinnovo dell'Assemblea nazionale.

## Risultati
| Liste                                                    | Voti      | %     | Seggi |
| -------------------------------------------------------- | --------- | ----- | ----- |
| Benno Bokk Yaakaar (APR - PS - AFP - Rewmi - Ind)        | 1 040 899 | 53,06 | 119   |
| Partito Democratico Senegalese                           | 298 846   | 15,23 | 12    |
| Bokk Gis Gis                                             | 143 180   | 7,30  | 4     |
| Movimento dei Cittadini per la Riforma Nazionale         | 113 321   | 5,78  | 4     |
| Movimento Repubblicano per il Socialismo e la Democrazia | 70 655    | 3,60  | 2     |
| Partito per la Verità e lo Sviluppo                      | 48 553    | 2,47  | 2     |
| Unione per il Rinnovamento Democratico                   | 21 964    | 1,12  | 1     |
| Movimento Patriottico Senegalese                         | 21 868    | 1,11  | 1     |
| Convergenza Patriottica per la Giustizia e l'Equità      | 20 762    | 1,06  | 1     |
| Partito per l'Emergenza dei Cittadini                    | 20 671    | 1,05  | 1     |
| Deggo Souxali Transport ak Commerce                      | 18 859    | 0,96  | 1     |
| Leeral                                                   | 17 791    | 0,91  | 1     |
| Partito Africano per la Democrazia e il Socialismo       | 15 889    | 0,81  | 1     |
| Altri                                                    | 108 518   | 5,53  | –     |
| Totale                                                   | 1 961 776 | 100   | 150   |

- I 119 seggi della coalizione Benno Bokk Yakaar risultano così ripartiti: 65 APR, 20 PS, AFP 17, Rewmi 10, Indipendenti 7.